# Pamphilius thorwaldi
Pamphilius thorwaldi är en stekelart som beskrevs av Kontuniemi 1947. Pamphilius thorwaldi ingår i släktet Pamphilius, och familjen spinnarsteklar. Enligt den finländska rödlistan är arten starkt hotad i Finland. Arten har ej påträffats i Sverige. Artens livsmiljö är lundskogar.